# Асквини, Фабио Мария
Фабио Мария Асквини (итал. Fabio Maria Asquini; 14 августа 1802, Фаганья, Итальянская республика — 23 декабря 1878, Рим, королевство Италия) — итальянский куриальный кардинал и папский дипломат. Титулярный архиепископ Тарсо со 2 октября 1837 по 22 января 1844. Апостольский нунций в королевстве Обеих Сицилий с 22 декабря 1837 по 9 апреля 1839. Секретарь Священной Конгрегации по делам епископов и монашествующих с 9 апреля 1839 по 22 января 1844. Титулярный латинский патриарх Константинопольский с 22 января 1844 по 21 апреля 1845. Префект Священной Конгрегации индульгенций и священных реликвий со 2 мая 1847 по 8 мая 1863. Камерленго Священной Коллегии Кардиналов с 1862 по 16 марта 1863. Префект Священной Конгрегации церковного иммунитета  с 8 мая 1863 по 12 июля 1872. Секретарь апостольских бреве с 12 июля 1872 по 23 декабря 1878. Кардинал in pectore с 22 января 1844 по 21 апреля 1845. Кардинал-священник с 21 апреля 1845, с титулом церкви Санто-Стефано-аль-Монте-Челио с 24 апреля 1845 по 21 сентября 1877. Кардинал-священник с титулом церкви Сан-Лоренцо-ин-Лучина с 21 сентября 1877